# Нижанківський Нестор Остапович
Не́стор Оста́пович Нижанкі́вський (31 серпня 1893, Бережани, нині Тернопільської області —  10 квітня 1940, Лодзь, Польща) — український композитор, піаніст і музичний критик. Син Остапа Йосиповича Нижанківського. 

## Життєпис
Нестор Нижанківський народився 31 серпня 1893 року в місті Бережани в родині композитора, диригента, греко-католицького священика Остапа Нижанківського. Середню освіту здобув у Стрию, навчаючись у гімназії. Потім навчався у Вищому музичному інституті імені Миколи Лисенка у Львові. 
Був одружений з Меланією Семакою, котра пройшла з ним увесь життєвий шлях. 
Формування композиторської майстерності Нижанківського відбулося на еміграції у Віденській музичній академії (клас Й. Маркса), яку закінчив, здобувши ступінь доктора філософії. 
Під час першої світової війни був призваний до австрійського війська, потрапив у полон, звідки повернувся 1918 року. Воював четарем у складі Української Галицької армії. Пізніше Нижанківський навчався у Празькій консерваторії у Вітезслава Новака, яку закінчив у 1926 році написанням фортепіанного тріо мі мінор.
Від 1928 року Нижанківський включився у музичний процес Західної України, посівши посаду викладача Вищого музичного інституту імені Миколи Лисенка у Львові. 
Композитор був членом музикологічної секції НТШ (Наукового товариства імені Тараса Шевченка), музичним критиком газети «Українські вісті», співорганізатором і першим головою Союзу українських професійних музик (СУПРОМ). 
Помер Нестор Нижанківський 10 квітня 1940, року в Лодзі (Польща), де й похований. 
У листопаді 1993 року прах Нестора Нижанківського перепоховано на цвинтарі міста Стрия, недалеко від гробівця його батьків.

## Творчість
Витонченість і різноманітність ліричних образів споріднюють Нижанківського-композитора з Василем Барвінським (є певна подібність у типах фортепіанної фактури, повнозвучної і водночас прозорої, у гармонічних засобах, загалом не складних, проте наділених певною гостротою і насиченістю звучання, сміливістю тональних зіставлень). Показові щодо цього більшість його романсів («Жита» й «Прийди, прийди» на слова Олександра Олеся, «Снишся мені» на слова Богдана Лепкого), а також фортепіанні п'єси, такі як «Вальс», «Інтермеццо», «Спомин», поетичний хор «Галочка» на слова М. Обідного. 
Образний обрій Нижанківського не обмежений музичністю. З початку 1920 року в його музичних творах дедалі помітнішою стала епічна виразність, зокрема у солоспіві «Грай, трембіто» на слова Романа Купчинського. Вершиною втілення епічного змісту була його хорова поема «Наймит» на слова Івана Франка (1933), написана під впливом кантат Станіслава Людкевича. Цей твір увійшов до скарбниці духовних надбань українського народу. В ній композитор музичними засобами відобразив мрію українців про майбутню свободу для всіх і кожного. 
Успіхом увінчалася робота Нижанківського для театральних вистав, зокрема його музикою до комедії Юрія Косача «Кирке з Льолею», яку 1938 року поставив у Львові театр імені Івана Котляревського. Один із рецензентів писав: «… Нестор Нижанківський дав зразок справді доброї, влучно продуманої, ілюстрованої музики. Бо й формою вона легка, нескомплікована, і в концепціях проста, але вповні переконуюча і характеристична для композитора і самої комедії. Стрічаємося тут з добре розв'язаною проблемою т. зв. легкої та проте мистецької музики…» 
У доробку композитора Нижанківського є також твори для дітей: «Марш горобчиків», «Староукраїнська пісня», «Коломийка», «Івасько грає на чельо», «Гавот ляльки». Працював композитор і над обробкою народних та стрілецьких пісень: «Чом ти мені, дівчино мила», «Ой зацвіла черемшина», «Ой у полі», «Про Нечая», «Ой там за горою», «Прийди, прийди», «Засумуй, трембіто». 
В історію української музики він увійшов ще як піаніст і музичний критик.

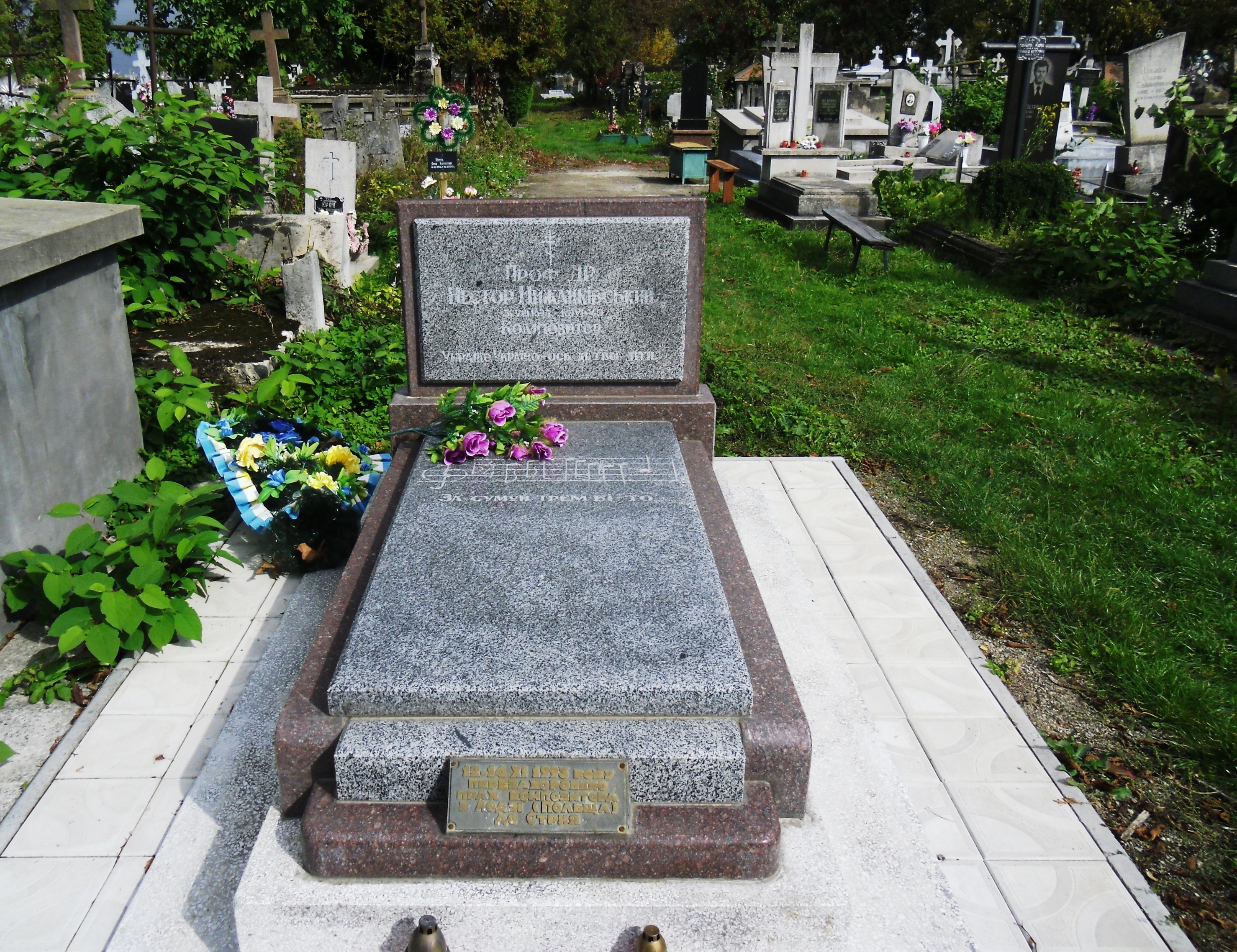
Стрий. Пам'ятник на могилі композитора Н.Нижанківського.